# Patrullas de Autodefensa Civil
Los Comités voluntarios de Autodefensa Civil (PAC) también llamadas Patrullas de Autodefensa Civil, fueron grupos paramilitares en Guatemala creados durante la guerra civil de ese país centroamericano (1960-1996), mediante el Acuerdo Gubernativo 222-83 de 1983 -aunque fueron creados en entre 1981 y 1982- con la finalidad de involucrar a la población civil a prestar un servicio militar, autorizados y coordinados por el Ejército de Guatemala, para teóricamente proteger a sus comunidades de la insurgencia de las guerrillas Ejército Guerrillero de los Pobres (EGP), Organización del Pueblo en Armas (ORPA) y Fuerzas Armadas Rebeldes (FAR) las cuales, junto al Partido Guatemalteco del Trabajo (PGT)  el 7 de febrero de 1982 se fusionaron en la Unidad Revolucionaria Nacional Guatemalteca (URNG).

## Historia

### Formación
Las Patrullas de Autodefensa Civil fueron grupos creados por el Ejército de Guatemala como un instrumento dentro del esfuerzo general de contrainsurgencia emprendido en septiembre de 1981 durante el gobierno del general Fernando Romeo Lucas García. Su función consistía en hacer de las comunidades entes activos en la ofensiva antiguerrillera, especialmente en el área rural. Era una manera impuesta de involucrar a la población civil en el desarraigo de la insurgencia. En la creación de las PAC estuvo involucrado el general Manuel Benedicto Lucas García, hermano del presidente.

### Ataques de la guerrilla contra las PAC
Por su parte, el Ejército Guerrillero de los Pobres (EGP), con área de operaciones en el departamento de El Quiché, elaboró una clasificación de las PAC según el grado de colaboración que éstas prestaban al Ejército de Guatemala. Distinguían a las patrullas formadas por población dispuesta a participar y colaborar con el Ejército, a las que les denominó bandas reaccionarias, de aquellas «patrullas civiles forzadas», que participaban a la fuerza. La guerrilla consideró que «el golpe militar juega un papel determinante: el golpe al Ejército, a las bandas reaccionarias, a sus jefes y a todo enemigo del Pueblo y la Revolución». De acuerdo al EGP, las bandas reaccionarias estaban armadas, recibían entrenamiento y eran no sólo agresivos en la búsqueda de combate con la guerrilla, sino que eran asesinos en sus propias poblaciones. Ejército Guerrillero de los Pobres (EGP) se encargó de asesinar a muchos miembros de las PAC.; por ejemplo, masacró a cincuenta y cinco (55) patrulleros en una emboscada en Chacalté en 1982, los cuales habían formado su patrulla tras desengañarse de las promesas de los insurrectos, que llevaba 10 años prometiendo un cambio en las políticas del gobierno, pero que nunca tuvo los recursos para lograrlo.

### Caso de San José Sinaché
En la década de los setenta miembros de la comunidad de San José Sinaché se organizaron en el Comité de Unidad Campesina (CUC). A finales de la década el Ejército Guerrillero de los Pobres (EGP) en la zona y algunos habitantes les proporcionaban alimentos. Como entre los habitantes maya k'iche' de San José Sinaché y las comunidades ladinas vecinas de Capuchinas y Chinique existían previamente conflictos étnicos y de tierra, los últimos los acusaron a estos en el destacamento militar de Zacualpa de ser parte de la organización guerrillera; así pues, en abril de 1982 El Ejército organizó la Patrulla de Autodefensa Civil (PAC) en San José Sinaché. Los patrulleros empezaron a reunirse cada ocho (08) días para ponerse de acuerdo en cómo defenderse de "los Ejércitos" y decidieron no denunciar ni entregar a nadie aunque supieran que era miembro o colaborador de la guerrilla; sin embargo, para el Ejército la falta de denuncia y de colaboración era una constatación de que la población estaba con la guerrilla. El 24 de mayo, 40 soldados reunieron a los patrulleros del municipio de Zacualpa frente a la iglesia de San Antonio Sinaché; alrededor de 800 patrulleros de varias aldeas vecinas, entre otras, las comunidades ladinas de Chinique, Capuchinas, Rincón de los Leones, Zacualpa y de San José Sinaché asistieron 80 patrulleros. Allí, el Oficial al mando ordenó a los patrulleros matar a 11 patrulleros de San José Sinaché, quienes se habían quejado de tener que patrullar.

## Análisis de la Comisión Interamericana de Derechos humanos
La Comisión Interamericana de Derechos Humanos (CIDH), que tomó como base un informe del procurador de los Derechos Humanos, analizó el actuar de estos grupos de seguridad y mediante el informe denominado Reclutamiento Forzoso Para Patrullas de Autodefensa Civil, los definió de la manera siguiente: “...Estos grupos tenían una política de exterminio a la guerrilla a través de la reubicación de la población indígena y la erradicación o muerte de toda persona o comunidad de personas sospechosas, por medio de procedimientos violatorios de los derechos humanos...". Es decir que las PAC cometieron varias masacres y torturas.
De acuerdo a los informes antes referidos, se establece que las PAC se crearon en 1981 durante la presidencia del General Fernando Romeo Lucas García (1978-1982). El mismo estudio realizado por la Comisión Interamericana de Derechos Humanos en el informe denominado Reclutamiento Forzoso para las Patrullas de Autodefensa Civil indica que "las primeras PAC se institucionalizaron en el departamento del Quiché, en el año de 1982. Le siguieron los departamentos de Huehuetenango, Sololá, Totonicapán, Chimaltenango, Alta Verapaz, Petén, San Marcos y Suchitepéquez".
Durante su existencia las patrullas fueron responsables de miles de abusos, especialmente durante el gobierno del General José Efraín Ríos Montt (1982-1983), quien ordenó las operaciones Ceniza, Victoria 82 y Sofía para derrotar a la URNG y dijo que derrotaría a esta con frijoles y fusiles. El informe del procurador de los Derechos Humanos en 1994 hizo referencia al estudio hecho por la Oficina de Derechos Humanos del Arzobispado de Guatemala (ODHAG) sobre el proyecto de Recuperación de la Memoria Histórica (REMHI), en el cual se estableció que estuvieron implicadas en 1731 casos de abusos contra los derechos humanos, incluyéndolos en la participación de 342 matanzas.

## Disolución
Posteriormente con la firma de la paz el 29 de diciembre de 1996, en uno de los patios del Palacio Nacional (actual Palacio Nacional de la Cultura) de la capital Ciudad Guatemala, entre el presidente Álvaro Arzú -por parte del gobierno- y el Comandante de la URNG Rolando Morán, se puso fin a los 36 años del conflicto armado, dando como resultado la desmovilización y desarme de estos grupos, por medio del Decreto 143-96 del Congreso de la República. En ningún Acuerdo de Paz ni en el propio Decreto 143-96 se establece alguna forma de retribución o compensación por los servicios realizados por los expatrulleros. Al llegar al gobierno el presidente de Guatemala, Alfonso Portillo (2000-2004), este se ve obligado a promulgar el Acuerdo Gubernativo 228-03 que posteriormente fue modificado por el Acuerdo Gubernativo 566-03, los cuales acuerdan un pago a los expatrulleros, por los servicios prestados, acuerdos que fueron declarados inconstitucionales.
El decreto citado no fue del agrado de varios sectores de la población y fue impugnado de inconstitucionalidad siendo abrogado, pero en el mismo sentido nuevamente el Congreso de la República, publicó el 11 de noviembre de 2004 el Decreto 28-04 del Congreso de la República, en el que se reguló otorgar un beneficio pecuniario como aporte de capital por parte del Estado de Guatemala para cada uno de los miembros de las PAC. Este también fue declarado inconstitucional.
En el 2005, el entonces presidente Óscar Berger (2004-2008) creó el fideicomiso Bosques y Agua para la Concordia, destinado a compensar a 544,620 exintegrantes de las PAC con 5,240 quetzales a cada uno, quienes se comprometieron a sembrar 60 millones de árboles en tres años, lo que representaría para el Estado erogar 2.3 millones de quetzales en ese lapso. El proyecto se llevó a cabo aunque muchos patrulleros se quejaron de que no se hicieron efectivos algunos de los pagos.

## Lectura recomendada
- Gramajo, J. (2012). Pérez promete pago a Ex Pac. (Prensa Libre). Recuperado el 3 de febrero de 2012, de http://www.prensalibre.com/decision_libre_-_actualidad/Perez-promete-pago-ex-PAC_0_512948717.html Archivado el 19 de enero de 2012 en Wayback Machine.
- Procuraduría de los Derechos Humanos. Informe del procurador de los Derechos Humanos. Los Comités de Defensa Civil en Guatemala. Guatemala, Guatemala. Primera Edición: 1994.
- Reaparecen las Patrullas de Autodefensa Civil (2004). ACNUR. Recuperado el 2 de septiembre de 2004 de http:www.acnur.org/país/docs.
- Ramírez, E. (2007). La legitimidad del pago a los ex Patrulleros de Autodefensa Civil. Tesis de licenciatura, Universidad Rafael Landívar, Guatemala. Recuperado el 3 de febrero de 2012, de http://biblio2.url.edu.gt:8991/Tesis/07/01/Ramirez-Poggio-Elena/Ramirez-Poggio-Elena.pdf (enlace roto disponible en Internet Archive; véase el historial, la primera versión y la última).

- Datos: Q1487143